# 三中元克
三中 元克（さんなか もとかつ、1990年〈平成2年〉7月24日 - ）は、日本のお笑いタレント。愛称は三ちゃん。吉本興業所属。NSC東京校20期と同期扱い。

## 経歴
2010年10月30日、フジテレビ『めちゃ2イケてるッ!』（以下、めちゃイケ）の新メンバー全国4大都市オーディションにて、唯一"一般素人"から新メンバーに選出される。番組では『オファーシリーズ』で岡村隆史が着用している青ジャージのレプリカ、またはそれを模して自作したオリジナルの青ジャージで出演していた。
同年12月、『2011年フジテレビ新春キャンペーン』のイメージキャラクターに抜擢。
2013年9月、東名高速道路・足柄サービスエリア（下り線）で行われた企画『めちゃイケサービスエリア』の総支配人に任命。イベント期間中の1年間は足柄に住み込み、東京での収録以外は店舗に立っていた。
2014年10月、めちゃイケの新たな企画として、新崎人生率いるみちのくプロレスでプロレスラーを目指すことになり、「テスト生」という形で合宿所に入寮。練習生になるためのテストへの合格を目指すことになったが、連日の過酷な練習に体が追いつかなくなった事や、急にプロレス企画に参加することになった事への不安・不満などをスタッフに吐露し、ついには募り積もったものが爆発してしまい、12月19日の夜に合宿所を去り帰京してしまった。その後、ジャルジャルの説得により戻ることを決意し、二度と逃げ出さないことを条件に復帰を認められた。
なお、三中自身はプロレス好きではなく、かつみちのくプロレス側も「おもしろプロレスくらいなら可能。普通のプロレスラーだと５，６年かかる」と企画に難色を示していたが、スタッフ側が本物のプロレスラーにしてほしいと強く要望していた事、不本意な上に過酷すぎる企画である為に追い詰められて車にぶつかろうとした事を後にニューヨークのYoutubeで話している。
2015年1月、久々に道場に戻って練習を再開すると帰京してトレーニングを怠っていたことによる基礎体力の低下に苦しむも立ち直り、練習生の再テストに合格した。ところが、同年7月中旬にまたも合宿所から去ってしまう。精神状態が不安定になり、怖くて先に進めないなどの理由もあり、今度は周囲が幾ら説得を重ねても戻ることを頑なに拒否した。企画はこのまま再開される事なくめちゃイケのみちのくプロレス企画は打ち切りになり、2015年9月15日をもってみちのくプロレスを退団することとなった。
元々お笑い芸人を目指していた三中は、芸能事務所への書類申請やオーディションへの参加など、プロ芸人への転向を模索していた。2015年末に高校時代の同級生である臼杵寛と共に『ワンハンドレッド』を結成。後日、2人のラッキーナンバーである「3」にちなんで、コンビ名を『サンプライズ』に改名する。
2016年2月19日、よしもとクリエイティブ・エージェンシーに所属することが発表された。
同年2月27日の「めちゃ2イケてるッ! 真冬に汗をかきまくれ 国民投票だよ全員集合 全力の生スペシャル!!」にて、“プロの芸人”としてめちゃイケに残留するか否かを賭けた再オーディションを行うことが決定した。当日の生放送ではサンプライズがネタを披露し、視聴者がデータ放送やスマートフォンで投票し「合格」「不合格」のどちらかに投票できるという形式で行われた。約63万票の投票を集めた結果、合格票が過半数を満たせず不合格となり、三中のめちゃイケ卒業が決定した。番組終了後、フジテレビのネット配信番組であるゼロテレビ『めちゃ2タメしてるッ!』にて残念会が開かれた。出川哲朗の助言もあり、コンビ名を正式に『dボタン』に改名する。
翌日の2月28日、相方の臼杵と共に、新崎人生からの依頼でみちのくプロレスでのイベントのMCを務めることになり、これがプロの芸人としての初仕事となった。同年3月3日、dボタンとして『神保町花月新ユニット結成』概要発表会見に出席し、めちゃイケ卒業後初の漫才で新ネタを披露した。
2017年2月14日、劇団『三ランポリン4アター』を立ち上げ、舞台役者としての活動にも力を入れるようになる。
2018年1月4日、dボタンの解散が発表された。三中は今後も芸人として活動を続けていく決意を示し、同年2月1日よりピン芸人としての活動名義を『dボタン三中』に変更する。2018年3月31日に放送されためちゃイケ最終回スペシャルに呼ばれることはなかった。
2019年9月1日、特撮芸人・京佑とお笑いコンビ『スーパーヒーロー』を結成。
2020年7月24日、スーパーヒーローの解散が発表された。解散後は『三中元克』でピン芸人の活動を続ける。
2021年9月20日、ピン芸人・てつ丸とお笑いコンビ・『ラフリベンジャーズ』を結成。

## 人物

### 学生時代
- 中学時代は「イジられキャラとして、クラス内でも人気者だった」と同級生が語っている[17]。
- 恋愛経験はなく、女性との縁もないという。興味がないわけではないが、三中の友人によればかなり奥手とのこと[17]。

### 芸能活動
- 岡村のファンであり、岡村みたいになりたいと芸人を志した。
- お金を貯めて吉本のお笑い養成所であるNSCに入学しようと考えていたが、岡村の体調不良による長期休養のため、めちゃイケで新たなレギュラーメンバーを募集する全国オーディションを開催することが発表された際[18]、元から番組のファンであった三中は「これは運命だ！」と思いオーディションに応募した[19]。
- オーディションでは、白紙を持って即興でめちゃイケに関する心の手紙を朗読する3次審査で、めちゃイケメンバーになるために上京してきたこと、番組にかける思いや岡村に対する思いを語り、メンバーの心を打った。
- めちゃイケ加入当初は、芸能界に染まっていない『素人』らしく天然・純朴なイジられキャラであったが、芸能界での生活に慣れてくるにつれて言動面での素行の悪化が散見され始めたことを岡村が自身のラジオ番組で語っている[20]。三中も番組卒業後に受けたインタビューで、ナンパ企画で一般女性に声をかける際に、タメ口で話しかけたことを岡村に怒られたことを語っている[19]。
- 芸人転身後は、知名度を買われて吉本の劇場でグッズの売り子として働いている[21]。

### 趣味・嗜好
- 趣味は料理で、めちゃイケ収録のない日はフジテレビ内のレストラン「ラ・ポルト」（フジランドが運営）の厨房でアルバイトをしていた[22]。また、お台場合衆国2010の「めちゃイケアウトレットパーク」でもアルバイトをしていた。めちゃイケ卒業後は、番組制作陣の一人である鈴木おさむの経営する「ちゃんこ屋鈴木ちゃん」にアルバイト店員として入社し[23]、閉店するまで勤務を続けた[24]。
- 閉店後は東陽町にある特撮俳優倉田てつをが経営するステーキ店「Stake House Kurata」に転職。倉田は三中の今までの事情を知った上で彼を採用してくれたようで、現在は弁当の仕出しや賄いも担当している。

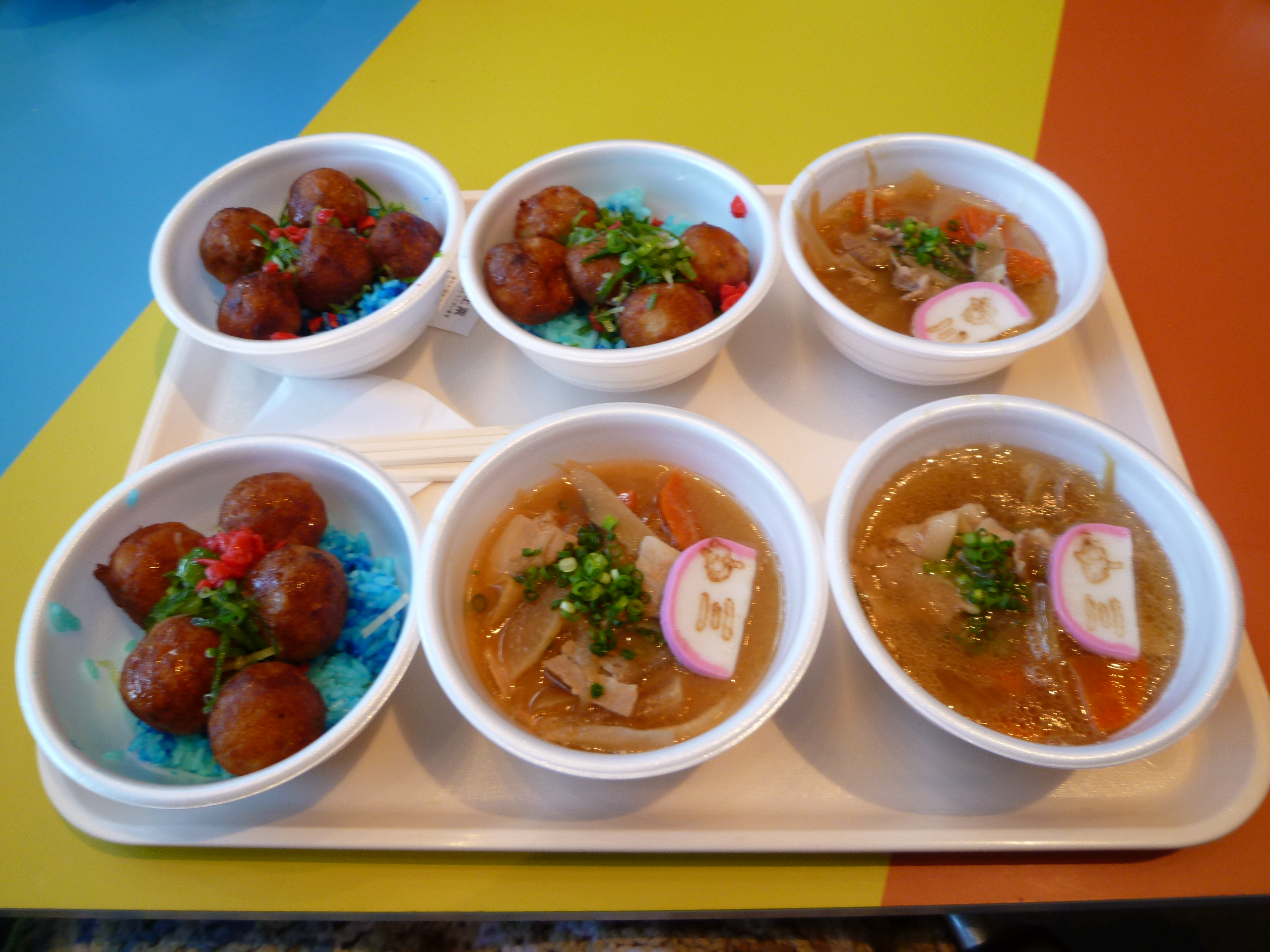
めちゃイケフードコート内で販売されていた三中丼と三中汁。ご飯が青いのが特徴である。

- フジテレビ『コンちゃんテンちゃん』の企画として、2012年12月15日から翌年1月6日まで開催された『お台場合衆国 presents キラキラ WINTER LAND』で出品するためのオリジナルメニュー「三中丼」（人体に害のない着色料を使った「青いご飯」にたこ焼きを載せた丼）を開発し、2012年12月1日の放送にて披露した。

- 特撮オタクであり、特撮関係の仕事やイベントに度々出演している[25][26]。得意芸は「ウルトラマンの叫び声。ウルトラマンが大好きなので、全種類のウルトラマンの声が出来ます」とのこと[27]。

## 出演

### テレビ番組
過去の出演番組

#### バラエティ
- めちゃ2イケてるッ!（フジテレビ、2010年11月13日 - 2016年2月27日・3月12日）
  - FNS27時間テレビ めちゃ2デジッてるッ! 笑顔になれなきゃテレビじゃないじゃ〜ん!!（フジテレビ、2011年7月23日・24日）
  - FNS27時間テレビ 笑っていいとも!真夏の超団結特大号!!徹夜でがんばっちゃってもいいかな?（フジテレビ、2012年7月22日）
  - FNS27時間テレビ 女子力全開2013 乙女の笑顔が明日をつくる（フジテレビ、2013年8月4日）
  - 武器はテレビ。 SMAP×FNS27時間テレビ（フジテレビ、2014年7月26日）
  - FNS27時間テレビ めちゃ2ピンチってるッ! 1億2500万人の本気になれなきゃテレビじゃないじゃ〜ん!!（フジテレビ、2015年7月25日・26日）
- サザエさん（フジテレビ、2011年7月24日）本人役で出演
- はねるのトびら（同上、2011年12月14日）
- THE MANZAI 2011（同上、2011年12月17日）閲覧ゲストだが、スタッフと同じように最後まで立ったまま見ていた。
- 人志松本のすべらない話（同上、2012年6月23日）めちゃイケメンバーの後藤淳平を応援するため重盛さと美と共に閲覧ゲストとして出演。
- カスペ!「プレタモリ」（同上、2012年7月17日）
- コンちゃんテンちゃん（同上、2012年 - 2014年）「めちゃイケ三ちゃんのコンテンツご飯」「GOGO!三ちゃんねる」のコーナーに出演
- run for money 逃走中（同上、2015年7月19日）
- 勇者ああああ（テレビ東京、2019年4月11日）

#### ドラマ
- 花ざかりの君たちへ〜イケメン☆パラダイス〜2011 第9話（2011年9月4日、フジテレビ）シェフの弟子役
- 人生が楽しくなる幸せの法則　第4話（2019年1月31日、日本テレビ系）居酒屋の店員役

### 舞台
劇団名が記されていないものは全て三ランポリン4アターのもの。
- 竜馬を殺す（PU-PU-JUICE、2017年11月17日 - 11月25日）
- 狂乱のSingたち（2018年2月17日・18日）演出:岸幸雄。出演者の1人にはEXITの兼近大樹がいた。
- ハンムラビの箱庭（ZERO BEAT、2018年7月13日 - 7月22日）